# 그래미상, 아카데미상, 에미상, 토니상 수상자 목록
다음은 그래미상, 아카데미상(오스카상), 에미상, 토니상을 모두 수상한 사람의 목록이다. 그래미상은 음악 분야, 아카데미상은 영화 분야, 에미상은 텔레비전 분야, 토니상은 연극 분야의 상으로, 모두 수상하면 그랜드 슬램(grand slam)이라고 칭한다. 또한 EGOT이라고도 부르는데, EGOT은 에미(Emmy)의 E, 그래미(Grammy)의 G, 오스카(Oscar)의 O, 토니(Tony)의 T를 딴 것으로, 필립 마이클 토머스가 만든 단어이다.

## 명단
| 이름          | 달성년도 | 기간 | 에미 | 그래미 | 오스카 | 토니 |
| ------------- | -------- | ---- | ---- | ------ | ------ | ---- |
| 리처드 로저스 | 1962     | 17   | 1962 | 1960   | 1945   | 1950 |
| 헬렌 헤이스   | 1977     | 45   | 1953 | 1977   | 1932   | 1947 |
| 리타 모레노   | 1977     | 16   | 1977 | 1972   | 1961   | 1975 |
| 존 길구드     | 1991     | 30   | 1991 | 1979   | 1981   | 1961 |
| 오드리 헵번   | 1994     | 41   | 1993 | 1994   | 1953   | 1954 |
| 마빈 햄리시   | 1995     | 23   | 1995 | 1974   | 1973   | 1976 |
| 조너선 튜닉   | 1997     | 20   | 1982 | 1988   | 1977   | 1997 |
| 멜 브룩스     | 2001     | 34   | 1967 | 1998   | 1968   | 2001 |
| 마이크 니컬스 | 2001     | 40   | 2001 | 1961   | 1967   | 1964 |
| 우피 골드버그 | 2002     | 17   | 2002 | 1985   | 1990   | 2002 |
| 스콧 루딘     | 2012     | 28   | 1984 | 2012   | 2007   | 1994 |
| 로버트 로페즈 | 2014     | 10   | 2008 | 2012   | 2014   | 2004 |

## 그 외 명단
다음은 EGOT을 달성했으나, 비경쟁 부문이 아닌 특별상이 끼어있는 경우이다.
| 이름                | 달성년도 | 기간 | 첫 수상 | 첫 수상 | 두번째 수상 | 두번째 수상 | 세번째 수상 | 세번째 수상 | 네번째 수상 | 네번째 수상          |
| ------------------- | -------- | ---- | ------- | ------- | ----------- | ----------- | ----------- | ----------- | ----------- | -------------------- |
| 바브라 스트라이샌드 | 1970     | 6    | 1964    | 그래미  | 1965        | 에미        | 1968        | 오스카      | 1970        | 스페셜 토니 어워드   |
| 라이자 미넬리       | 1990     | 25   | 1965    | 토니    | 1972        | 오스카      | 1973        | 에미        | 1990        | 그래미 레전드 어워드 |
| 제임스 얼 존스      | 2011     | 42   | 1969    | 토니    | 1977        | 그래미      | 1991        | 에미        | 2011        | 아카데미 공로상      |
| 앨런 멩컨           | 2012     | 23   | 1989    | 오스카  | 1990        | 에미 특별상 | 1991        | 그래미      | 2012        | 토니                 |
| 해리 벨라폰테       | 2014     | 61   | 1953    | 토니    | 1960        | 에미        | 1961        | 그래미      | 2014        | 진 허숄트 박애상     |

## PEGOT
PEGOT은 EGOT에 퓰리처상까지 수상한 자를 의미한다. 리처드 로저스와 마빈 햄리시가 해당한다.

## 같이 보기
- 아카데미상
- 에미상
- 그래미 어워드
- 토니상